# Gewog di Dunglegang
Il gewog di Dunglegang è uno dei dodici raggruppamenti di villaggi del distretto di Tsirang, nella regione Centrale, in Bhutan.